# 坪上镇 (普定县)
坪上镇，是中华人民共和国贵州省安顺市普定县下辖的一个乡镇级行政单位。
2013年11月16日，贵州省人民政府批复同意撤销坪上苗族彝族布依族乡建制，设置坪上镇，镇人民政府驻大哪村。撤乡设镇后，原行政区域不变，继续享受民族乡待遇。

## 行政区划
坪上镇下辖以下地区：
坪上村、对门村、和平村、陇箐村、青坪村、双喜村、果陇村、白水村、糯东村、坪寨村、七村、丰林村、木桥村、蒙佐村、岩上村、沙戈村、硝硐村、革渣村、哈呼村、毛栗村、鱼塘村、大哪村、那叭岩村、石板村和小河村。